# II. Petar Petrović-Njegoš
II. Petar Petrović-Njegoš (Njeguši, 1813. november 13. – Cetinje, 1851. október 31.) montenegrói hercegpüspök és költő.

## Élete és munkássága
Tomo Petrović és Ivana Proroković második gyermekeként született Radivoje néven, összesen öten voltak testvérek. Gyerekkorában pásztorkodással foglalkozott, majd 1825 elején cetinjei kolostorba ment tanulni, ahol megtanult írni és olvasni. 1830. október 30-án megválasztották vladikának. 1833-ban szentelték püspökké Szentpétervárott, itt I. Miklós orosz cártól jelentős pénzadományt, teológiai témájú könyveket és egy nyomdagépet is kapott. 
Orosz minta alapján törekedett hatalmának központosítására, infrastruktúra-fejlesztésekbe fogott, iskolákat építtetett és megalapította az első montenegrói nyomdát. Eszméi és világnézete meghaladták korát, nem csupán erős kezű uralkodónak tartották, költőként és filozófusként is jelentősnek számított.
Költeményeinek nagy része a törökkel vívott harcok hőseinek tetteit örökíti meg. Az 1835-ben megjelent Slobodijada a montenegrói szabadságharcok legszebb eposza. Az egész szerb irodalom legszebb költői alkotásainak egyike a Gorski vijenac (Hegyek koszorúja), amely szerb nyelven, de montenegrói tájszólásban írt eposz, bár a szláv pesszimizmus szellemében fogant, legszebb hőskölteménye a montenegrói hősiességnek. Ehhez hasonló szellemben írta meg Scepan Mali címen, továbbá Ogledalo Srpsko címen drámai feszültségben izzó, hazafias érzelmekkel a montenegrói nép szenvedését és szabadságáért vívott hősi küzdelmeit. Lírai verseinek gyűjteménye: A cetinjei remete. 
A fejedelem-költő fiatalon, 38 éves korában tüdővészben halt meg.